# Asesino itinerante

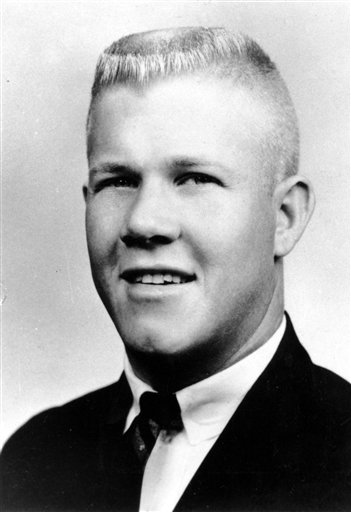
Charles Whitman, autor de la masacre de la universidad de Texas en Austin, en 1966.

Un asesino itinerante, también conocido como asesino relámpago o asesino excursionista (en inglés: spree killer), es alguien que se dedica a cometer múltiples asesinatos en un corto período de tiempo y en distintos lugares.
El Departamento de Justicia de los Estados Unidos define un "spree killing" como "asesinatos en dos o más lugares sin un gran intervalo de tiempo entre ellos". Un asesino en serie se diferencia en que este sí deja pasar un período en el que se mantiene alejado de su actividad criminal, mientras que un asesino masivo normalmente actúa solo en un mismo lugar.

## Famosos asesinos itinerantes
- Adam Lanza: Asesinó a 27 personas (la gran mayoría niños) en una escuela de Connecticut el 14 de diciembre de 2012.[1]
- Anders Breivik: Asesinó a 77 personas en un atentado con coche bomba en Oslo y la posterior masacre con un tiroteo en la isla de Utoya, el 22 de julio de 2011. Se conocen como los Atentados de Noruega de 2011.
- Barry Williams
- Campo Elías Delgado: Asesinó a 32 personas e hirió a 15 más en el edificio donde vivía y en el restaurante Pozzetto de Bogotá. Estos crímenes se conocen como la Masacre de Pozzetto.
- Charles Whitman: Asesinó a 16 personas disparando desde la torre del reloj de la Universidad de Texas en Austin. Se conoce como la masacre de la universidad de Texas en Austin (1966).
- David Kozák: Asesinó a 14 personas en la Universidad Carolina de Praga, e hirió a 27 más, antes de suicidarse. Anteriormente había matado a su padre en su casa, y una semana antes había matado a un padre y su hija en el bosque.
- Glenn Taylor Helzer: líder de un culto religioso conocido como Los Niños del Trueno  el cual junto a su hermano Justin y la novia de éste, Dawn Godman asesinaron a cinco personas en un intento de obtener un dinero para financiar una conspiración para cometer asesinato en agosto de 2000.
- Danilo Guades: Asesinó a 10 personas en la ciudad de Calbayog con un cuchillo bolo el 2 de junio del 2007.
- Fekadu Nasha: Asesinó a 12-18 e hirió a otras 2 personas, el 12 de mayo de 2013 en Bahir Dar, Etiopía. Según los informes, Fedaku, en un intento de asesinar a su expareja, salió armado a las calles de Bahir Dar. Al no encontrarla, se enfureció y empezó a disparar a personas al azar. Finalmente se lanzó de un puente que daba a un río para eludir la captura, falleciendo en la caída.
- Kim De Gelder: Asesinó a 2 bebés y 1 adulto, además de herir a otras personas, en una guardería en Bélgica en 2009 usando un cuchillo. Se lo conoce como la Masacre de Dendermonde.
- Martin Bryant: Asesinó a 35 personas usando dos fusiles semiautomáticos, un Colt AR-15 y un L1A1. Se conoce como la Masacre de Port Arthur (Australia, 1996).
- Michael McLendon: Asesinó a 10 personas con una carabina SKS y un fusil semiautomático Bushmaster XM-15, para después suicidarse con una pistola calibre 38. Este hecho es conocido como la masacre de Alabama (2009).
- Mutsuo Toi: Asesinó a 30 personas con una escopeta, una katana y un hacha. Se suicidó con la escopeta. Se conoce como la Masacre de Tsuyama (1938).
- Seung-Hui Cho: Asesinó a 32 personas y se suicidó usando dos pistolas. Se conoce como la masacre de Virginia Tech (2007).
- Éric Borel: Asesinó a 15 personas en Solliès-Pont y Cuers (Francia) del 23 al 24 de septiembre de 1995. Se suicidó a la llegada de la policía.
- Jeffrey Weise: Asesinó a 9 personas en la reserva india de Red Lake, matando primero a su abuelo y a la novia de su abuelo, y luego condujo hasta el instituto de Red Lake, donde mató a siete personas y después se suicidó. Se conoce como los Tiroteos de Red Lake (2005).
- Tim Kretschmer: Asesinó a 15 personas en un instituto, un parque y un concesionario, y se suicidó con una pistola. El perpetrador cometió la Masacre de Winnenden (2009).
- Wirjo: Asesinó a 20 personas en Banjarsari, Indonesia, usando una hoz, el 15 de abril de 1987. Tras una extensa búsqueda por parte de los ciudadanos y la policía, fue encontrado muerto colgado de un árbol a 3 millas de su casa.
- William Unek: Asesinó a 21 personas en 1954 con un hacha en un pequeño pueblo de Mahagi entrando de casa en casa. Luego huyó a Tanganica, donde mató a 36 personas en 1957 en Malampaka, usando un rifle robado, gasolina y hachas todo esto lo hizo entrando a distintas casas. Días después murió producto de heridas causadas por la policía.
- Woo Bum-kon: Asesinó a 56 personas usando granadas y dos carabinas M1, suicidándose después. Este hecho se conoce como la Masacre de Uireyeong (Corea del Sur, 1982).[2]